# David Ashworth
David George Ashworth (* 2. Juni 1868 in Poulton-le-Fylde, England; † 23. März 1947 in Blackpool) war ein englischer Fußballschiedsrichter und -trainer, der mehrere Jahre Oldham Athletic und den FC Liverpool trainierte.

## Werdegang
Ashworth wurde 1906 der erste Trainer von Oldham Athletic. Nach acht erfolgreichen Jahren wechselte er zu Stockport County, deren Mannschaft er während des Ersten Weltkriegs betreute. Im Dezember 1919 wurde Ashworth Trainer des FC Liverpool. Obwohl die Mannschaft anfangs nur zwei von elf Spielen gewann, führte er die Mannschaft dennoch, mit einem Rückstand von acht Punkten auf den Meister aus Burnley, auf einen respektablen vierten Platz. In der folgenden Saison führte Ashworth Liverpool zum dritten Meistertitel. In seiner dritten Saison befand sich das Team ebenfalls auf Meisterschaftskurs, ehe Ashworth mitten in der Saison zu seinem abstiegsbedrohten Exklub zurückkehrte, um näher bei seiner Familie sein zu können. Allerdings konnte auch er den Abstieg nicht verhindern und Oldham stieg als Tabellenletzter ab. Liverpool wurde trotz nur eines Sieges in den letzten sieben Spielen mit sechs Punkten Vorsprung Meister. Nach dem Abstieg verließ Ashworth Oldham in Richtung Manchester City. Als der Klub allerdings bereits wenige Zeit später sich auf einem Abstiegsplatz wiederfand, trat Ashworth von seinem Posten als Trainer zurück.